# شرشر (تشاراويماق)
شرشر (بالفارسية: شرشر) هي منطقة سكنية تقع في قسم قوريتشاي الشرقي الريفي في إيران. يقدر عدد سكانها بـ 19 نسمة بحسب إحصاء 2016.